# 猪山 (京那巴鲁山)
6°01′N 116°36′E / 6.017°N 116.600°E
猪山（Pig Hill）是位于婆罗洲沙巴基纳巴卢国家公园的基纳巴卢山东南部的一座海拔约2000米的超镁铁质山峰。其位于马西劳东部，距离马西劳自然度假村约4小时步行路程。猪山上存在着许多猪笼草，包括斑豹猪笼草（N. burbidgeae），1900至1950米、马来王猪笼草（N. rajah），1950至2320米和自然杂交种阿里猪笼草（N. × alisaputrana），1930至1950米。此外，也在猪山记录到了毛盖猪笼草（N. tentaculata）的分布。当地特有的动物包括特有的竹节虫（Dajaca chani）。